# Stora Dumletjärnen
Stora Dumletjärnen är en sjö i Tanums kommun i Bohuslän och ingår i Enningdalsälvens huvudavrinningsområde. Sjön är 6,8 meter djup, har en yta på 0,03 kvadratkilometer och befinner sig 160 meter över havet.